# سوپر جام اروپا ۱۹۸۰
فینال سوپر جام اروپا ۱۹۸۰، رقابت پایانی سوپر جام اروپا است که مابین دو تیم باشگاه فوتبال والنسیا و باشگاه فوتبال ناتینگهام فارست برگزار شده‌است.
این مسابقه که در تاریخ‌های ۲۵ نوامبر ۱۹۸۰ و ۱۷ دسامبر ۱۹۸۰ انجام شده‌است در مجموع با نتیجه ۲ بر ۲ به پایان رسید که با توجه به قانون گل زده در زمین حریف٬ باشگاه فوتبال والنسیا به مقام قهرمانی رسید.